# Bolusiella
Genre
Bolusiella Schltr. est un genre de plantes de la famille des orchidées.

## Liste d'espèces
Selon Catalogue of Life (10 octobre 2017) :
- Bolusiella iridifolia (Rolfe) Schltr.
- Bolusiella maudiae (Bolus) Schltr.
- Bolusiella talbotii (Rendle) Summerh.
- Bolusiella zenkeri (Kraenzl.) Schltr.

Selon NCBI (10 octobre 2017) :
- Bolusiella batesii
- Bolusiella iridifolia
- Bolusiella maudiae

Selon The Plant List (10 octobre 2017) :
- Bolusiella alinae Szlach.
- Bolusiella batesii (Rolfe) Schltr.
- Bolusiella iridifolia (Rolfe) Schltr.
- Bolusiella maudiae (Bolus) Schltr.
- Bolusiella talbotii (Rendle) Summerh.
- Bolusiella zenkeri (Kraenzl.) Schltr.

Selon Tropicos (10 octobre 2017) (Attention liste brute contenant possiblement des synonymes) :
- Bolusiella alinae Szlach.
- Bolusiella batesii (Rolfe) Schltr.
- Bolusiella imbricata (Rolfe) Schltr.
- Bolusiella iridifolia (Rolfe) Schltr.
- Bolusiella lebeliana Delp. & Geerinck
- Bolusiella maudiae (Bolus) Schltr.
- Bolusiella talbotii (Rendle) Summerh.
- Bolusiella zenkeri (Kraenzl.) Schltr.